# Никола Чорбаджиев
Никола Чорбаджиев (на френски: Nicolas Tchorbadieff) с истинско име Йосиф Синтов, роден на 1 март 1900 г. в Пловдив и починал на 6 юли 1994 г. в Пловдив, е либертариански активист (от 1916) сред основателите на Федерация на анархо-комунистите в България (ФАКБ) и списание „Изток“.

## Биография
Убеден съвсем млад в либертарианските идеи, той участва през 1919 г. в създаването на Федерацията на анархо-комунистите в България.
Принуден да се укрива след преврата от 1923 г., той намира убежище в Париж, където е заплашен от експулсиране. Продължава дейността си там, като създава „Българска група в изгнание“, участва в създаването на списанията „Международната библиотека“ и „Международното анархистично ревю“. Като типограф той също работи за La Brochure Monthly.
През 1936 г. той участва в създаването на „Комитет за свободна Испания“, който подкрепя Испанската революция.
През 1939 г., изправен пред заплахата от война, той се опитва да се запише, но е арестуван като „чужденец“ и интерниран във френския лагер за интернирани „Верне“, който е използван за прегрупиране на 12 000 испански бойци от дивизията на Буенавентура Дурути, изтеглили се във Франция след поражението на испанската република.
Нестор Махно поддържа много близки контакти с българската анархистическа емиграция във Франция. Негови приятели са Никола Чорбаджиев, Кирил Радев и др. Семействата на Махно и Никола Чорбаджиев живеят известно време заедно в къща в Париж. Махно умира в 1934 г. Тленните му останки са открити от Антон Николов и Йосиф Синтов в гробището Пер Лашез, където е бил погребан под чуждо име.
Освободен, той се присъединява към Съпротивата. При Освобождението възобновява своята дейност и през 1979 г. заедно с други български сподвижници основава списание „Изток”.
През 1982 г. той губи своята партньорка Леа Каминер, активистка в базираната в Париж „Еврейска анархистка група“ Der Fraier Gedank („Свободна мисъл“).
Умира 6 юли 1994 г. в Пловдив, а прахът му е пренесен в Израел.